# 凤山街道 (余姚市)
凤山街道，是中华人民共和国浙江省宁波市余姚市下属的一个街道，位于余姚市市区东北部，距宁波机场45公里。凤山街道总面积45.5平方公里，下辖8个行政村和6个居委会，全街道人口约8万人。中国塑料城位于街道辖区内。

## 行政区划
现辖：
酱园街社区、宪卿第社区、子陵社区、季卫桥社区、凤山社区、阳明东路社区、包家社区、东江社区、胜一村、皇山桥村、双河村、剑江村、穴湖村、蜀山村、同光村、九垒山村、五星村和永丰村。

## 交通
- 萧甬铁路：蜀山站